# Palpimanus aegyptiacus
Palpimanus aegyptiacus là một loài nhện trong họ Palpimanidae. Loài này được phát hiện ở Egypte, Tsjaad, Tunesië en Algerije.